# Эдельман, Владимир Адольфович
Влади́мир Адо́льфович Эдельма́н (Эйдельма́н) (6 октября 1910, Николаев, Херсонская губерния, Российская империя, ныне Украина — 1 августа 1991, Москва, РСФСР, ныне Россия) — советский российский дирижёр.

## Биография
Учился в Московском музыкальном техникуме имени Гнесиных. С 1929 года — концертмейстер, а с 1931 года — дирижёр Московского художественного балета под управлением В. В. Кригер (в 1939 году вошёл в состав Московского музыкального театра им. Станиславского и Немировича-Данченко). С 1973 года — концертмейстер и дирижёр ансамбля «Московский классический балет».
Восстановил первоначальную авторскую партитуру балета «Лебединое озеро» (1953). Музыкальный редактор балетов «Лола» Сергея Василенко, «Карнавал» на музыку Роберта Шумана, «Штраусиана» на музыку Иоганна Штрауса.

## Награды
- Заслуженный артист РСФСР (27.07.1970)